# Horní Tošanovice
Horní Tošanovice (en polonais : Toszonowice Górne ; en allemand : Ober Toschonowitz) est une commune du district de Frýdek-Místek, dans la région de Moravie-Silésie, en République tchèque. Sa population s'élevait à 648 habitants en 2021.

## Géographie
Horní Tošanovice se trouve à 11 km à l'est-nord-est de Frýdek-Místek, à 23 km au sud-sud-est d'Ostrava et à 295 km à l'est-sud-est de Prague.
La commune est limitée par Dolní Domaslavice au nord, par Třanovice et Hnojník à l'est, par Komorní Lhotka et Dobratice au sud et par Dolní Tošanovice à l'ouest.

## Histoire
La première mention écrite du village date de 1305.

## Transports
Par la route, Horní Tošanovice se trouve à 27 km de Český Těšín, à 15 km de Frýdek-Místek, à 34 km d'Ostrava et à 402 km de Prague.